# Kazuaki Andō
Kazuaki Andō (japanisch 安藤 和明; * 5. Februar 1967 in Tokio) ist ein ehemaliger japanischer Freestyle-Skier. Er war auf die Disziplin Aerials (Springen) spezialisiert.

## Werdegang
Andō startete im Dezember 1994 in Tignes erstmals im Freestyle-Skiing-Weltcup, wobei er die Plätze 27 und 25 errang und nahm bis 1998 an 20 Weltcups teil. Sein bestes Ergebnis dabei erreichte er im August 1997 mit dem 15. Platz in Mount Buller. Bei den Weltmeisterschaften 1995 in La Clusaz belegte er den 33. Platz und bei den Weltmeisterschaften 1997 im Iizuna Kōgen Sukī-jō den 26. Rang. Letztmals international startete er bei den Olympischen Winterspielen 1998 in Nagano, wobei er den 23. Platz errang.

## Erfolge

### Olympische Spiele
- 1998 Nagano: 23. Platz Aerials

### Weltmeisterschaften
- 1995 La Clusaz: 33. Platz Aerials
- 1997 Iizuna Kōgen: 26. Platz Aerials

### Weltcupwertungen
Andō nahm an 20 Weltcups teil.
| Saison  | Gesamt | Gesamt | Aerials | Aerials |
| Saison  | Punkte | Platz  | Punkte  | Platz   |
| ------- | ------ | ------ | ------- | ------- |
| 1994/95 | 2      | 127.   | 16      | 49.     |
| 1995/96 | 2      | 127.   | 16      | 48.     |
| 1996/97 | -      | -      | 4       | 51.     |
| 1997/98 | 14     | 90.    | 84      | 33.     |